# Branko Tomović
Pour les articles homonymes, voir Tomovic.
Branko Tomović (en serbe : Бранко Томовић), est un acteur germano-serbe, né le 17 juin 1980 à Münster en Allemagne.
Il est connu pour ses rôles dans les films La Vengeance dans la peau (2007) et Fury (2014) ; ainsi que son rôle de "Belcheck" dans la série 24 heures chrono en (2014).

## Filmographie partielle

### Cinéma
- 2007 : La Vengeance dans la peau de Paul Greengrass - Le policier russe
- 2011 : Will d'Ellen Perry (en)
- 2014 : Fury  de David Ayer - German Corporal
- 2017 : Runaway (Luna) de Khaled Kaissar : Victor

### Séries télévisées
- 2009-2013 : Un cas pour deux : 7 épisodes - Adam Sychowski
- 2013 : Le Renard : épisode : Blutige Ernte - Marius Radu
- 2014 : 24 heures chrono : 9 épisodes - Belcheck
- 2012-2016 : Alerte Cobra : 2 épisodes : 
  - 2012 : épisode : Schlangennest - Stjevo
  - 2016 : épisode : Cobra, übernehmen Sie ! - Sergej Makarow
- 2011-2016 : Tatort : 2 épisodes :
  - 2011 : épisode : Lohn der Arbeit - Dimitar Besad
  - 2016 : épisode : Der große Schmerz - Vlad
- 2018 : Dogs of Berlin (série télévisée)